# Лі Седол
Лі Седоль (кор. 이세돌, 李世乭; нар. 2 березня 1983) — колишній південнокорейський професійний гравець у Ґо, рангу 9 дан. У березні 2016 року він узяв участь у серії матчів проти програми AlphaGo, яка завершилася поразкою Лі з рахунком 1–4/
19 листопада 2019 року Лі оголосив про завершення професійної кар'єри, заявивши, що він ніколи не зможе стати найкращим гравцем у грі Ґо через зростаюче домінування ШІ. Лі називав їх «сутністю, яку неможливо перемогти».